# Tolbaños de Arriba

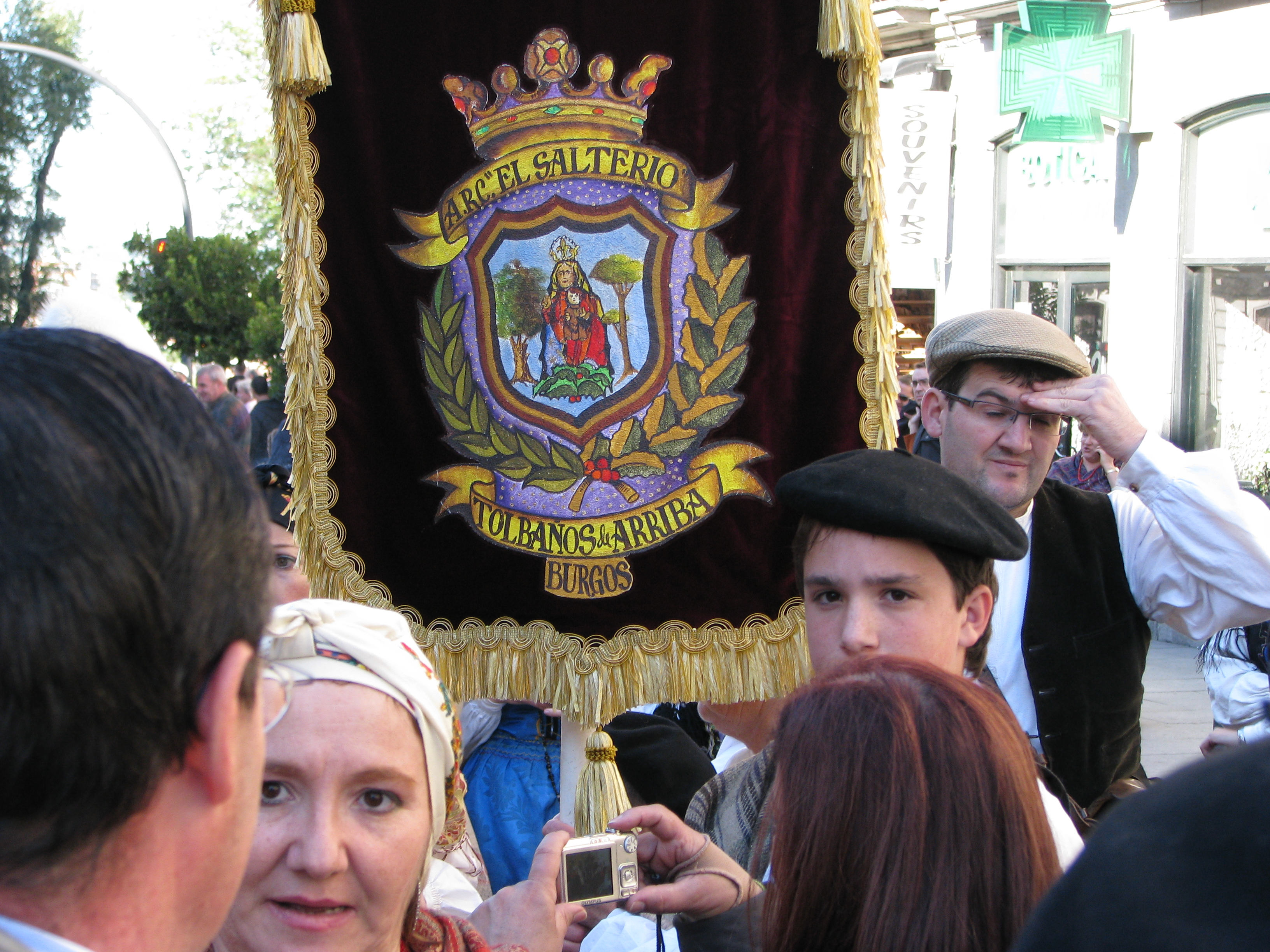
Fiesta de la trashumancia en Madrid, 2008

Tolbaños de Arriba es un pueblo y localidad del municipio de Valle de Valdelaguna situado en la provincia de Burgos, Castilla la Vieja, comunidad autónoma de Castilla y León (España). Está enclavado al sureste de la comarca de la Sierra de la Demanda y pertenece al partido judicial de Salas de los Infantes. Es el pueblo más alto de la provincia con una altitud de 1.257 metros sobre el nivel del mar.
Administrativamente, pertenece al Ayuntamiento de Valle de Valdelaguna. El gentilicio es tolbañés/a.

## Situación administrativa
En las elecciones locales de 2011 correspondientes a esta entidad local menor concurre una sola candidatura del partido Popular, encabezada
por David Segura Izquierdo.

## Historia
Villa de la Jurisdicción de Valdelaguna, en el partido de Aranda Uno de los catorce partidos que formaban la Intendencia de Burgos durante el periodo comprendido entre 1785 y 1833, tal como se recoge en el Censo de Floridablanca de 1787 jurisdicción de realengo, con alcalde ordinario.
A la caída del Antiguo Régimen queda agregado al ayuntamiento constitucional de Valle de Valdelaguna, en el partido de Salas de los Infantes perteneciente a la región de Castilla la Vieja.

## Cultura
- Se celebra anualmente, desde 2007, el festival de música tradicional, Demandafolk, el primer fin de semana de agosto.